# John Story (Rechtsanwalt)
John Story AO (* 1946 in Brisbane) ist ein australischer Rechtsanwalt und ehemaliger Kanzler der University of Queensland.

## Leben
John Story ist der Enkel eines der bekanntesten Beamten der Staatsregierung von Queensland und ersten Vize-Kanzlers der University of Queensland John Douglas Story.  Nach dem Studium der Rechtswissenschaft an der University of Queensland war Story zunächst als Rechtsanwalt – vornehmlich bei der australischen Wirtschaftskanzlei Corrs Chambers Westgarth – mit den Fachgebieten Gesellschaftsrecht und Wirtschaftsrecht  tätig.  Nach seiner Tätigkeit als Geschäftsführender Partner und Vorstandsvorsitzender der Kanzlei verließ Story 2006 die Kanzlei und konzentrierte sich zunehmend auf die schon bisher nebenbei ausgeübten Posten.  Hierzu zählten unter anderem seine Tätigkeiten als Vorsitzender des Board of Directors von Tabcorp und Suncorp-Metway, sowie als Mitglied des Board of Directors der Baufirma CSR.
Neben seiner Tätigkeit als Rechtsanwalt und Geschäftsmann unterrichtete Story als Dozent an der TC Beirne School of Law der University of Queensland und war seit 2006 Mitglied des Senats der Universität. Am 19. Februar 2009 wurde John Story zum Kanzler der University of Queensland berufen und im Jahr 2012 in seinem Amt bestätigt. 2016 wurde Peter Varghese sein Nachfolger.
Für herausragende Verdienste um die Wirtschaft und den Handel durch eine Reihe von Funktionen in der Unternehmensführung, als Branchenführer und Mentor im öffentlichen und privaten Sektor, im Bereich des Rechts und in Berufsverbänden wurde er 2015 zum Officer des Order of Australia ernannt. 2017 verlieh ihm die University of Queensland die Ehrendoktorwürde (Doctor of Laws honoris causa).
Story ist verheiratet und hat drei Söhne.